# Знак «Молодой гвардеец XI пятилетки»
«Молодой гвардеец XI пятилетки» — нагрудный знак, учреждённый 31 декабря 1981 года постановлением ЦК ВЛКСМ. Входит в перечень ведомственных знаков отличия в труде, дающих право на присвоение звания «Ветеран труда».

## История
Знаком награждались комсомольцы — «активные участники Всесоюзного социалистического соревнования за выполнение решений XXVI съезда КПСС, плановых заданий одиннадцатой пятилетки, добившиеся высоких трудовых достижений, успешно сочетавшие ударный труд, общеобразовательную и политическую учёбу, плодотворное научно-техническое творчество, активную общественную деятельность», в том числе:
- рабочие, мастера, бригадиры и специалисты промышленных предприятий, строек, транспорта, связи, легкой, пищевой и мясомолочной промышленности, торговли, сферы обслуживания; — колхозники, рабочие совхозов, бригадиры, звеньевые, заведующие фермами и специалисты сельскохозяйственного производства;
- молодые ученые и специалисты научно-исследовательских и проектных институтов, вузов и предприятий;
- военнослужащие.

С окончанием XI пятилетки в 1985 году награждение данным знаком было прекращено.

## Описание
Знак ЦК ВЛКСМ «Молодой гвардеец XI пятилетки» изготовлен из алюминия. Покрытие — холодная эмаль. Накладные элементы — пятиконечная звезда золотого или серебряного цвета с надписью «Молодой гвардеец XI пятилетки». Крепление знака — булавка. Размер знака — 25х58 миллиметров.
Знак представляет собой правильный десятигранник, в центре которого расположена граненая звезда. Нижняя часть звезды перехвачена рельефной двойной лентой с надписью: «Молодой гвардеец XI пятилетки». В нижней части знака, под звездой, расположены рельефные серп и молот. Плоскость десятигранника образуют выполненные легким рельефом расходящиеся от центра лучи. Знак крепится к колодке переходным кольцом. Колодка обтянута красной муаровой лентой. Ширина ленты 19 мм. На выступающей прямоугольной планке рельефная надпись: «ВЛКСМ» и римская цифра I или II. Знаки различаются цветом металла.
Изготовитель знака — «Завод опытных и сувенирных изделий» в Мытищах.

### Знак «Молодой гвардеец XI пятилетки» I степени
Основа знака цвета вороненой стали. Граненая звезда и рельефные серп и молот под золото. Лента с надписью: «Молодой гвардеец XI пятилетки». Металлическая основа колодки с надписью: «ВЛКСМ», переходное кольцо под золото.

### Знак «Молодой гвардеец XI пятилетки» II степени
Основа знака цвета вороненой стали. Граненая звезда и рельефные серп и молот под серебро. Лента с надписью: «Молодой гвардеец XI пятилетки». Металлическая основа колодки с надписью: «ВЛКСМ» и переходным кольцом под серебро.

## Порядок награждения
Знак имеет две степени — первую и вторую, высшей степенью является первая. Награждение производилось, как правило, последовательно знаками второй и первой степени.
Решение о награждении знаком II степени от имени ЦК ВЛКСМ принимало бюро горкома или райкома комсомола по представлению первичных комсомольских организаций. Этого знака второй степени удостаивались те молодые рабочие, которые «успешно выполнили и перевыполнили годовые плановые задания и социалистические обязательства; проявившие высокую организованность и дисциплину; достигшие высоких показателей в соревновании».
Решение о награждении знаком I степени принимало бюро ЦК ЛКСМ союзных республик, крайкомов и обкомов комсомола от имени ЦК ВЛКСМ. Этим знаком первой степени награждались «досрочно выполнившие годовые и пятилетние плановые задания и социалистические обязательства, за освоение новой техники и технологии, образцовую организованность и дисциплину, достижение наивысших показателей в соревновании».
Награжденным вручался знак и удостоверение.
Среди награждённых, в том числе, были путешественник Сергей Соловьёв и политик Павел Меркулов.